# ACE (format pliku)
ACE – jeden z formatów kompresji danych stworzony przez Marcela Lemkego, a następnie kupiony przez spółkę e-merge GmbH. Przed wykupieniem praw do tego programu był on udostępniony na licencji GPL do wersji 1.2b. Obecnie e-merge GmbH udostępnia płatny program WinAce (wersje shareware i adware).